# Хнко Апер
Хнко Апер (вірм. Խնկո Ապեր), справжнє ім'я Атабек Ованесович Хнкоян (вірм. Աթաբեկ Հովհաննեսի Խնկոյան; 19 жовтня 1870 року, Карабоя, Тифліська губернія Російська імперія — 8 жовтня 1935 року, Єреван, Вірменська РСР) — вірменський і радянський поет і педагог. Заслужений вчитель і заслужений письменник Вірменської РСР (1932), член Спілки письменників СРСР (1934).

## Життєпис
Народився в селі Карабоя (нині носить назву Хнкоян на його честь). Закінчив сільську школу і міське училище Александрополя (Ленінакан, нині Ґюмрі). Протягом 1890—1910 працював учителем у селах Лорі-Памбакського повіту.
1911 року переїхав до Тбілісі, працював у пансіонаті, співпрацював у журналі для дітей «Аскер» («Колосся»). Після утворення СРСР переїхав до Вірменії.
Почав писати вірші ще в дитинстві. Перший збірник його поезій «Поетичні досліди» вийшов у світ 1890 року.
Автор понад 120 книг; перекладач байок Крилова і віршів Пушкіна; поет-пісняр. Автор збірок «Ведмідь і Лисиця» (1910), «Злодій і стадо» (1911), «Байки» (1917), «Фруктовий сад» (1939), «Оповідання» (1967) та ін.
Помер 1935 року в Єревані, похований у пантеоні парку імені Комітаса.
Його іменем назвали рідне село в Ширакській області та дитяча бібліотека в Єревані (Національна дитяча бібліотека ім. Хнко-Апера).